# Itinerarium Syriacum
L'Itinerarium Syriacum è un'opera di Francesco Petrarca scritta nel 1358 per l'amico Giovanni Mandelli, che lo aveva invitato ad accompagnarlo in un pellegrinaggio in Terra Santa. Sebbene Petrarca declinò l'invito, probabilmente a causa del mal di mare che lo tormentava, decise di offrire a Mandelli una guida scritta che potesse accompagnarlo idealmente lungo il percorso. Il testo si configura quindi come un itinerario diviso in due sezioni: una parte che ripercorre il tragitto da Genova a Napoli, luoghi che Petrarca aveva realmente visitato, e una seconda parte che descrive il percorso da Napoli a Gerusalemme e Alessandria d'Egitto, costruita esclusivamente su basi letterarie e storiche.

## Descrizione
L'Itinerarium Syriacum tratteggia un viaggio diverso da quello intrapreso dalla maggior parte dei pellegrini medievali in viaggio per Gerusalemme, dato che al tradizionale avvio veneziano dei pellegrinaggi Petrarca contrappone come punto di partenza Genova, città a lui familiare grazie ai suoi viaggi passati. Da qui, l'autore tratteggia un percorso costellato di luoghi che egli stesso aveva attraversato e conosciuto, tra cui Rapallo, Pisa, l'Elba, Napoli, e altre tappe significative. In ciascun luogo, Petrarca arricchisce la descrizione con aneddoti personali, memorie culturali e citazioni letterarie, strutturando una guida che trascende la pura finalità religiosa per assumere il carattere di una mappa culturale.
Di notevole rilievo sono le sezioni dedicate alla Campania, dove Petrarca invita l'amico a visitare siti famosi come la grotta di Posillipo, l'antro della Sibilla e gli affreschi di Giotto (oggi perduti) nella cappella reale di Castelnuovo, elogiando il maestro come "principe dei moderni pittori". La guida, dunque, non è solo un supporto per l’eventuale viaggio di Mandelli, ma anche una celebrazione della classicità e della memoria storica dei luoghi visitati.
L'opera non si limita a guidare il lettore verso la Terra Santa ma, attraverso le sue esortazioni, lo incoraggia a soffermarsi su paesaggi e rovine carichi di significato storico e letterario, costruendo un pellegrinaggio che è al contempo cristiano e umanistico. Questo doppio significato, tra sacro e terreno, è emblematico della visione petrarchesca, in cui l'itinerario verso Oriente diviene un viaggio culturale attraverso i luoghi della letteratura classica.

## Edizioni
- Guida al viaggio da Genova alla Terra Santa: Itinerarium Syriacum, traduzione di Ugo Dotti, Feltrinelli, 2018, ISBN 978-8807902932.